# Borskoje (Kaliningrad)
Borskoje (russisch Борское, deutsch Schiewenau) ist ein Ort in der russischen Oblast Kaliningrad. Er liegt im Rajon Gwardeisk und gehört zur kommunalen Selbstverwaltungseinheit Stadtkreis Gwardeisk.

## Geographische Lage
Borskoje liegt acht Kilometer westlich der Stadt Gwardeisk (Tapiau) an der russischen Fernstraße A 229 an der Stelle, wo diese als Umfahrung von Gwardeisk von der früheren Trasse der deutschen Reichsstraße 1 abzweigt. In Borskoje endet eine Nebenstraße, die von Kalinkowo (Irglacken) und Swenjewoje (Popehnen) nach hier führt. Bahnstation ist Gwardeisk an der Bahnstrecke Kaliningrad–Nesterow (Königsberg–Stallupönen/Ebenrode). Bis 1945 war Bonslack-Popehnen (russisch: Gorki-Senjewoje) die nächste Bahnstation an der Bahnstrecke Tapiau-Possindern (- Königsberg) (Gwardeisk-Roschtschino (- Kaliningrad)) der Wehlau–Friedländer Kreisbahnen.

## Geschichte
Das bis 1945 Schiewenau genannte Dorf wurde 1289 erstmals urkundlich erwähnt und erhielt 1317 – wohl als erneute Bestätigung – die Handfeste.
Im Jahre 1874 wurde der Ort in den neu errichteten Amtsbezirk Bonslack (russisch: Gorki, nicht mehr existent) eingegliedert, der im Kreis Wehlau und Regierungsbezirk Königsberg in der preußischen Provinz Ostpreußen lag und zu dem er bis 1945 gehörte.
Im Jahre 1910 zählte Schiewenau 271 Einwohner. Am 30. September 1928 wurden die beiden Gutsbezirkes Bonslack (Gorki) und Popehnen (Swenjewoje) eingemeindet, und die Einwohnerzahl stieg bis 1933 auf 496 und betrug 1939 noch 438.
In Folge des Zweiten Weltkrieges kam Schiewenau 1945 mit dem nördlichen Ostpreußen zur Sowjetunion und erhielt 1947 die russische Bezeichnung Borskoje. Gleichzeitig wurde Borskoje Sitz eines Dorfsowjets im Rajon Gwardeisk. Im Jahr 2005 wurde Borskoje in die neu gebildete Landgemeinde Slawinskoje selskoje posselenije eingegliedert. Seit 2014 gehört der Ort zum Stadtkreis Gwardeisk.

### Borski selski Sowet/okrug 1947–2005
Der Dorfsowjet Borski selski Sowet (ru. Борский сельский Совет) wurde im Juni 1947 eingerichtet. Der Verwaltungssitz des Dorfsowjets war zunächst der Ort Borskoje. Im Jahr 1954 wurde der Golowenski selski Sowet an den Borski selski Sowet angeschlossen. Vor 1968 wurde der Sitz des Dorfsowjets nach Swenjewoje verlegt. Vor 1988 kehrte der Sitz der Verwaltung nach Borskoje zurück. Nach dem Zerfall der Sowjetunion bestand die Verwaltungseinheit als Dorfbezirk Borski selski okrug (ru. Борский сельский округ). Im Jahr 2005 wurden die verbliebenen Orte des Dorfbezirks in die neu gebildete Landgemeinde Slawinskoje selskoje posselenije eingegliedert.
| Ortsname                       | Name bis 1947/50 | Bemerkungen |
| ------------------------------ | ---------------- | --- |
| Borskoje (Борское)             | Schiewenau       | Verwaltungssitz von 1947 bis vor 1968 und wieder seit vor 1988. |
| Cholmy (Холмы)                 | Adlig Popelken   | Der Ort wurde 1947 umbenannt und war zunächst in den Dorfsowjet Golowenski eingeordnet. |
| Dubrowka (Дубровка)            | Barthen          | Der Ort wurde 1947 umbenannt und war zunächst in den Dorfsowjet Golowenski eingeordnet. Er wurde vor 1975 verlassen. |
| Fruktowoje (Фруктовое)         | Schalwen         | Der Ort wurde 1950 umbenannt und war zunächst in den Dorfsowjet Golowenski eingeordnet. Er wurde vor 1975 verlassen. |
| Golowenskoje (Головенское)     | Willkühnen       | Der Ort wurde 1947 umbenannt und war zunächst der Verwaltungssitz des Dorfsowjets Golowenski. Er wurde vermutlich vor 1975 an den Ort Roschtschino angeschlossen. |
| Gorki (Горьки)                 | Bonslack         | Der Ort wurde 1947 umbenannt und verlor vor 1988 seine Eigenständigkeit. |
| Gruschewka (Грушевка)          | Behlacken        | Der Ort wurde 1947 umbenannt und war zunächst in den Dorfsowjet Golowenski eingeordnet. Er wurde vor 1988 verlassen. |
| Jablonowka (Яблоневка)         | Bartenhof        | Der Ort wurde 1947 umbenannt und war zunächst in den Dorfsowjet Golowenski eingeordnet. |
| Kalinkowo (Калинково)          | Irglacken        | Der Ort wurde 1947 umbenannt. |
| Kalinowka (Калиновка)          | Eichen           | Der Ort wurde 1950 umbenannt und war zunächst in den Dorfsowjet Golowenski eingeordnet. Er wurde vor 1975 verlassen. |
| Kurgan (Курган)                | Kuxtern          | Der Ort wurde 1947 umbenannt und war zunächst in den Dorfsowjet Golowenski eingeordnet. |
| Losowoje (Лозовое)             | Podollen         | Der Ort wurde 1947 umbenannt. |
| Malinowka (Малиновка)          | Biothen          | Der Ort wurde 1947 umbenannt und war zunächst in den Dorfsowjet Golowenski eingeordnet. |
| Markowo (Марково)              | Thulpörschken    | Der Ort wurde 1947 umbenannt und vor 1975 verlassen. |
| Olenino (Оленино)              | Gubehnen         | Der Ort wurde 1947 umbenannt und vor 1975 verlassen. |
| Pruschaly (Пружалы)            | Pomedien         | Der Ort wurde 1947 umbenannt und verlor vor 1988 seine Eigenständigkeit. |
| Retschiza (Речица)             | Podewitten       | Der Ort wurde 1947 umbenannt und war zunächst in den Dorfsowjet Golowenski eingeordnet. Er wurde vermutlich vor 1975 an den Ort Malinowka angeschlossen. |
| Roschtschino (Рощино)          | Possindern       | Der Ort wurde 1947 umbenannt und war zunächst in den Dorfsowjet Golowenski eingeordnet. |
| Serowo (Серово)                | Luxhaus          | Der Ort wurde 1950 umbenannt und war zunächst in den Dorfsowjet Golowenski eingeordnet. Er wurde vor 1975 verlassen. |
| Sokolniki (Сокольники)         | Langendorf       | Der Ort wurde 1947 umbenannt. |
| Sosnowka (Сосновка)            | Kremitten        | Der Ort wurde 1947 umbenannt, wobei unklar ist, ob damit der Ort Adlig Kremitten oder der Ort Königlich Kremitten gemeint war. Auf einer Karte von 1958 sind beide Orte mit Sosnowka bezeichnet, wobei die Ortsstelle Adlig Kremitten als verlassen gekennzeichnet ist. Der Ort Königlich Kremitten gehörte spätestens seit Anfang der 1970er Jahre zu Losowoje. |
| Swenjewoje (Звеньевое)         | Popehnen         | Der Ort wurde 1950 umbenannt und war von vor 1968 bis vor 1988 der Verwaltungssitz. |
| Welikolukskoje (Великолукское) | Wargienen        | Der Ort wurde 1947 umbenannt. |

## Kirche
Schiewenau mit seinen fast ausnahmslos evangelischen Einwohnern war bis 1945 in das Kirchspiel der Kirche Kremitten (heute russisch: Losowoje) eingepfarrt. Es gehörte zum Kirchenkreis Wehlau (heute russisch: Snamensk) in der Kirchenprovinz Ostpreußen der Kirche der Altpreußischen Union. Heute liegt Borskoje im Einzugsbereich der neu entstandenen evangelisch-lutherischen Gemeinde in Gwardeisk (Tapiau), einer Filialgemeinde der Auferstehungskirche in Kaliningrad (Königsberg) in der Propstei Kaliningrad der Evangelisch-lutherischen Kirche Europäisches Russland.

## Söhne und Töchter des Ortes
- Alexander Moissejew (* 1962), Admiral der russischen Seekriegsflotte und seit 2019 Kommandeur der Nordflotte